# جورج رايدبرج
جورج رايدبرج (بالسويدية: Georg Rydeberg)‏ هو ممثل سويدي، ولد في 21 يوليو 1907 في السويد، وتوفي في 22 فبراير 1983 بستوكهولم في السويد بسبب نوبة قلبية. من الجوائز التي نالها جائزة أوجين أونيل ‏ وميدالية الآداب والفنون ‏ سنة 1970.

## أعمال

### أفلام
- (1968) ساعة الذئب

## جوائز
- جائزة أوجين أونيل [الإنجليزية]‏
- ميدالية الآداب والفنون [الإنجليزية]‏ (1970)

## وصلات خارجية
- جورج رايدبرج على موقع IMDb (الإنجليزية)
- جورج رايدبرج على موقع ألو سيني (الفرنسية)
- جورج رايدبرج على موقع أول موفي (الإنجليزية)
- جورج رايدبرج على موقع قاعدة بيانات برودواي على الإنترنت (الإنجليزية)
- جورج رايدبرج على موقع قاعدة بيانات الأفلام السويدية (السويدية)
- جورج رايدبرج على موقع ديسكوغز (الإنجليزية)
- جورج رايدبرج على موقع قاعدة بيانات الفيلم (الإنجليزية)
- جورج رايدبرج على موقع كينوبويسك (الروسية)